# کریستیان مک‌کی
کریستیان مک‌کی (انگلیسی: Christian McKay؛ زادهٔ ۳۰ دسامبر ۱۹۷۳) بازیگر اهل بریتانیا است. وی از سال ۲۰۰۱ میلادی تاکنون مشغول فعالیت بوده‌است.
از فیلم‌ها یا برنامه‌های تلویزیونی که وی در آن نقش داشته‌است، می‌توان به مستر نایس، من و اورسن ولز، بورجیا، بندزن خیاط سرباز جاسوس، پوآرو، شتاب، نظریه همه‌چیز، فلورانس فاستر جنکینز، مسیح جوان، مرز، تو یک غریبه بلند قد سیاهپوش را ملاقات خواهی کرد، مارگارت، نزدیک‌تر به ماه، جستجوگر اوقات فراغت، من با تو ذوب میشم، خانه شوم و جنگجو اشاره کرد.